# 伯頓湖 (南極洲)
伯頓湖（英語：Lake Burton），別稱伯頓環礁湖（英語：Burton Lagoon）。是一座位於东部南极洲伊麗莎白公主地韋斯特福爾山脈的不完全混合鹹水湖。包括整座湖泊在内的整個伊麗莎白公主地均處於澳大利亚聲稱管轄的南極領地之內。伯頓湖表面積1.35平方（0.52平方英里），體積9,690,000立方（342,000,000立方英尺），最大深度18.3（60英尺），平均深度7.16（23.5英尺）。以在南極洲韋斯特福爾山脈工作的生物學家H·R·伯頓（英語：H. R. Burton）命名。
此湖泊每年有10至11個月的時間被冰覆蓋。一條潮汐通道每年大約有6至7個月的季節性時間將其與克羅克灣連接起來。潮汐通道寬20（66英尺），深大約2（6.6英尺）。伯頓湖也是東部南極洲唯一屬於第143號南極特別保護區的不完全混合潟湖，只有獲得特別許可並遵守相關嚴格規定者才能合法進入此湖泊。
對潟湖進行的矽藻植物區系研究表明，潟湖內總共包含41個物種，是一個蘊藏著豐富的嗜冷光合细菌的倉庫。對异养性細菌微生物叢與光合細菌生態的研究在1970和1980年代展開。部分研究結果表明，鹽度水平從冰面以下向湖底增加會導致水域緻密，而且自然環境條件、夏季光照、冬季天氣的陰暗、湖水含氧或缺氧的狀態對光養細菌的生長起到了決定性作用。

## 地理與氣候
伯頓湖地處東部南極洲伊麗莎白公主地的英格里德克里斯滕森海岸，與印度中部地區經度大致相同。这一片区域的海岸綫介於詹寧斯岬（東經72°33'E）和伊麗莎白公主地西半部分的西西冰架（東經81°24'E），即阿梅里冰架東端之間。該湖泊以一位在南極洲韦斯特福尔山脉工作的生物學家H·R·伯頓命名。曾經作爲大海的一個重要組成部分，是韦斯特福尔山脉地帶西側穆勒半島的一個显著特征。該湖泊位於索斯達爾冰川西北部，奧爾德羅伊德島東南部以及特里內群島西南部。表面積1.35 km2（0.52 sq mi），體積9,690,000立方（342,000,000立方英尺），最大深度為18.3（60英尺），平均深度為7.16（23.5英尺）。
南極特別保護區的氣候由戴维斯站負責監測，該氣象站位於海蝕平原西北10（6.2英里）處，距離湖泊不遠。因此，此地區所收集的全部氣象數據也同樣與該湖泊有關聯。此地區屬於寒帶海洋性氣候，天氣寒冷、乾燥、多風。夏季伴隨晴天，溫度從−1 °C（30 °F）至3 °C（37 °F）不等，最高5 °C（41 °F）。但是，此地區一年內大部分時間溫度主要低於0 °C（32 °F）。冬季期間溫度更是低至−40.7 °C（−41.3 °F）。

## 保護區

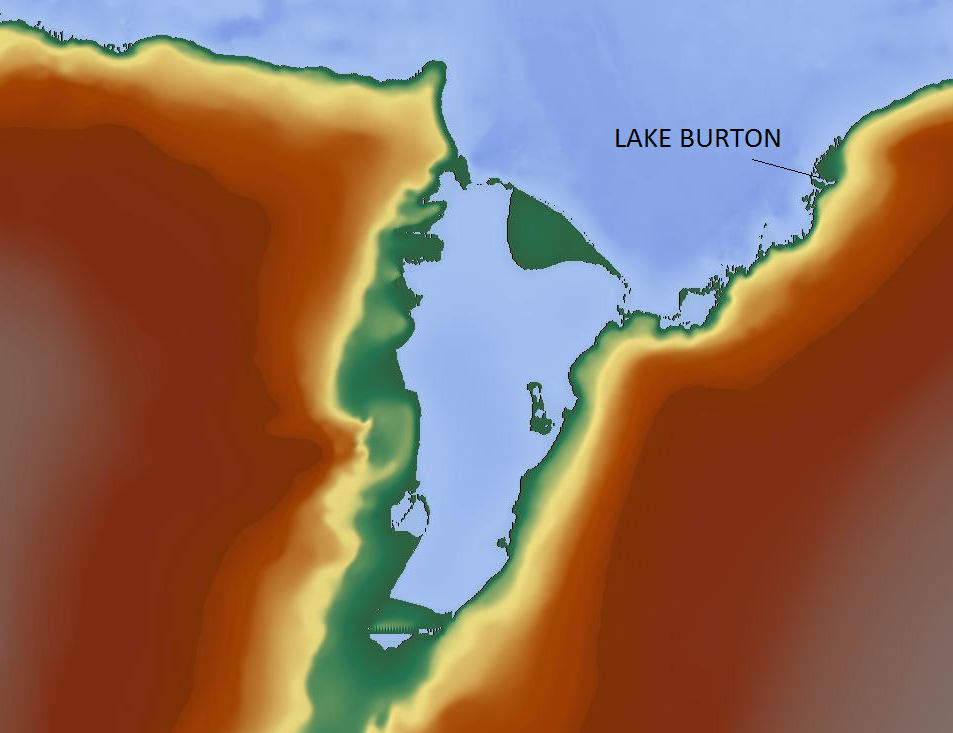
伯頓湖地理位置浮雕地圖

伯頓湖是唯一隸屬於第143號南極特別保護區的不完全混合潟湖，也是東部南極洲的一部分。該湖泊之所以被定義爲潟湖，是因爲根據湖泊的地質構造表明此湖泊的表徵能夠從海洋環境中體現出陸地水體的生物與生理化學的演化，即湖泊的地質構造。
入境限制
包括湖泊在內的保護區均由澳大利亞政府管轄。只有在進行與古生物学、古氣候學、地质学、地貌学、冰川学、生物学以及湖沼學等領域有關的具體研究時才會被嚴格地發放入境許可證。任何有關教育或文化原因所進行的訪問均不得對該地區的生態或科研價值造成損害，此項規定會在一個明確的管理計劃內被强制執行。
保護區內的進出與行動均受到嚴格的限制，尤其是湖區不允許使用機動船。除科研原因之外不允許在湖泊上空飛行。在預留區域內禁止車輛通行，即便是爲了科研用途也需要盡量減少從湖中取樣，而從境外帶入的取樣設備爲了避免來自外部的各類污染必須進行徹底的清洗。還有許多由主管部門指定的規則與條例同樣必須遵守。

## 動植物
湖泊所在的穆勒半島蘊藏著豐富的化石，有非常充足的海藻類植物。一項對潟湖矽藻區系進行的研究表明，其總共包含41個物種，是一個蘊藏著豐富的嗜冷光合细菌的倉庫，其中一些細菌在其他地方均未被發現。其它被發現的主要細菌種類為弧形綠菌和绿菌属，次要已確認種類為桃红荚硫菌和沼泽红假单胞菌。
魚類
唯一在該湖泊中發現而且僅有一次的魚類為博氏南冰鰧，儘管此魚類在湖泊附近的韋斯特福爾山脈沿綫地區與峡湾中經常被發現。
浮游生物
在湖泊中總共記錄了四種後生浮游生物，包括双刺镰状水蚤、真刺唇角水蚤（橈足亞綱）、八斑唇腕水母（花水母目）以及一個未被命名的球栉水母目物種。在這些海底生物群落中還發現了多種鰓金龜科、兩種线虫动物门、許多海洋端足類以及缓步动物门物種。

### 植被
從北方徑向流入湖泊的季節性小溪流蘊含著豐富的地衣，雖然也有苔蘚但此植物在波塞冬湖北端涵蓋更爲豐富。整個地區已經記錄了23種地衣以及6種苔蘚。

## 研究發現
1970與80年代，科研人員們針對伯頓湖異養細菌微生物群與光合細菌生態進行了研究。一些研究結果表明，鹽度水平從冰面以下向湖底增加會導致水體稠密，微生物群的活性會造成氧氣耗盡，形成化學性質不同的獨立水體，介於其間的化學梯度為特有微生物群落的定植創造了壁龛，並分離出68個細菌。
在1983年進行的湖泊藍菌門科學研究中，其已確認的主要細菌包括弧形绿菌以及泥生绿菌。也發現了蔷薇硫芥以及沼泽红假单胞菌，但密度較小。在缺氧水體區（溫度介於−5 °C（23 °F）至−2.2 °C（28.0 °F）之間）還發現了绿菌属细菌和桃紅色荚硫菌。人們還留意到生態環境條件、夏季光照、冬季天氣的陰暗以及湖水氧化和缺氧狀態均對細菌光和生物的生長起到了決定性作用。綠菌屬細菌數量上佔優勢的主要原因被歸咎於“該細菌冬季可以更有效地維持新陳代謝并且高效率地利用低强度光”。
1984年南極地區夏季浮游植物大量繁衍之時對湖泊進行了研究，連同韋斯特福爾山脈地區的其他湖泊一起通過气相色谱法分析還原態硫磺氣體，經分析發現這些氣體被截留在一種固體吸附劑——即一種5Å孔徑的分子筛（80-100篩）中。同時還檢測出還原態硫化合物，其中最常見為二甲硫醚、羰基硫以及硫化氫。

## 外部連結
- 夕陽下的伯頓湖濱照片